# Cosmos 1
Cosmos 1 war ein Projekt der Planetary Society und sollte die Tauglichkeit eines Raumfahrtantriebs durch Sonnensegel überprüfen. Die Trägerrakete mit dem Satelliten stürzte am 21. Juni 2005 ab.

## Finanzierung
Das 4 Millionen US-Dollar teure Projekt wurde vollständig privat finanziert. Hauptvertragspartner für die Entwicklung des 100 kg schweren Satelliten war das russische Weltraumunternehmen NPO Lawotschkin. Die privaten Organisationen Cosmos Studios und die Planetarische Gesellschaft, welche von Carl Sagan, Bruce Murray und Louis Friedman gegründet wurde, haben das Projekt ins Leben gerufen und vorangetrieben. Von den geschätzten Kosten für die kosmischen Segelexperimente übernahm die amerikanische Planetary Society allein 2,5 Millionen Dollar.

## Geplanter Missionsverlauf
Der Start sollte mit einer Wolna-Rakete erfolgen, einer umgebauten U-Boot-gestützten Interkontinentalrakete des Typs R-29RL. Die geplante Bahnhöhe der Umlaufbahn betrug 800 km. Nachdem sich einige Tage nach dem Start die Sonnensegel geöffnet hätten, erwarteten die beteiligten Wissenschaftler, die Impulsübertragung durch das Sonnenlicht benutzen zu können, um die Höhe der Umlaufbahn gezielt zu vergrößern. Nach einer Missionszeit von etwa einem Monat sollte sich das aus beschichtetem Mylar bestehende Sonnensegel durch die UV-Strahlung auflösen.

## Start und Absturz
Ursprünglich war der Start für Ende 2001 geplant, verzögerte sich aber mehrfach bis zum 21. Juni 2005. Die Wolna wurde vom russischen U-Boot Borisoglebsk abgefeuert, das in der Barentssee getaucht war. Es handelte sich um den ersten Versuch, mit einer Wolna die Erdumlaufbahn zu erreichen, die drei bisherigen Flüge waren suborbital.
Kurz nach dem Start am 21. Juni 2005 um 21:46 MESZ meldete die Bodenkontrolle in Moskau, keinen Kontakt mehr zu der Sonde herstellen zu können. Am 22. Juni 2005 wurde von russischen Quellen bekanntgegeben, dass die erste Stufe der Rakete sich 83 Sekunden nach dem Start abgeschaltet hat. Es wird davon ausgegangen, dass sich daraufhin die weiteren Stufen von der ersten Stufe nicht trennten und die gesamte Rakete zusammen mit ihrer Nutzlast etwa sechs Minuten nach dem Start im Ozean niederging.
Die Planetary Society machte dagegen zunächst Angaben, einen kurzen Kontakt über Kamtschatka direkt nach dem Start sowie mögliche Kontakte über zwei weitere Bodenstationen mit dem Satelliten gehabt zu haben. Es wurde daher vermutet, dass Cosmos 1 in einen unplanmäßigen Orbit gelangt ist, weshalb die Bodenstationen sein Signal nicht korrekt empfangen konnten. Das amerikanische Militär durchsuchte den Weltraum nach dem Satelliten und auch Hobbyastronomen wurden um Mithilfe gebeten.
Kurz nach diesem Aufruf teilte eine Sprecherin der russischen Konstrukteursfirma NPO Lawotschkin am 24. Juni 2005 mit, dass sich die Sonde nicht von der Rakete gelöst hatte und mit ihr auf die Erde gestürzt war. Später stellten sich die von den Bodenstationen empfangene Signale als Fehlinterpretationen heraus, sodass nun endgültig ein Versagen der ersten Raketenstufe als Fehlerursache gilt.

## Zukunft
Nach dem Verlust von Cosmos 1 plante die Planetary Society eine Nachfolgemission Cosmos 2, die als sekundäre Nutzlast bei einem Sojus/Fregat-Flug gestartet werden sollte. Auch die Kosmos-3M und US-Trägerraketen wurden erwogen. Inzwischen wurde das Projekt in LightSail umbenannt.